# Важини (Росія)
Важини (рос. Важины) — міське селище у Подпорозькому районі Ленінградської області Російської Федерації.
Населення становить 2313 осіб. Належить до муніципального утворення Важинське міське поселення.

## Історія
Згідно із законом від 1 вересня 2004 року № 51-оз належить до муніципального утворення Важинське міське поселення.

## Населення
| 1879  | 1885  | 1905  | 1965  | 1979  | 1989  | 1990  |
| ----- | ----- | ----- | ----- | ----- | ----- | ----- |
| 165   | ↘148  | ↗221  | ↗381  | ↗3996 | ↘3956 | ↗4300 |
| 1997  | 2002  | 2006  | 2007  | 2009  | 2010  | 2012  |
| ↘3600 | ↘2941 | ↘2700 | →2700 | ↘2632 | ↗2754 | ↘2746 |
| 2013  | 2014  | 2015  | 2016  | 2017  | 2018  | 2019  |
| ↘2700 | ↘2676 | ↘2672 | ↗2679 | ↘2638 | ↘2516 | ↘2428 |
| 2020  |       |       |       |       |       |       |
| ↘2313 |       |       |       |       |       |       |